# Yukka

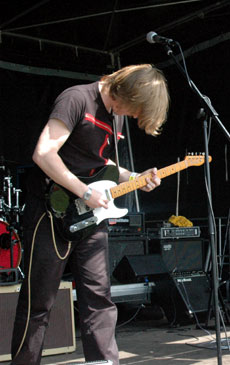
Gitarist Arjan Brentjes, Geuzenpop - Enschede, 22 mei 2005

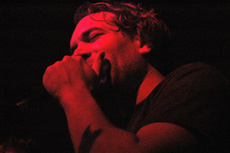
Zanger Jasper Slaghuis, Willemeen - Arnhem, 16 december 2005

Yukka is een Nederlandse indie gitaarpop/rockband. 

## Geschiedenis
In 2003 kwam It Isn’t Safe uit. Van deze cd werd de single Don’t Be Sad met een bijbehorende videoclip uitgebracht. Deze was onder andere te zien op de muziekzenders MTV en The Box. Het nummer werd ook live gespeeld in het RTL 4-televisieprogramma Barend en van Dorp.
In 2005 werd in eigen beheer de cd Still uitgebracht. Als gastmuzikanten speelden Ivo Maassen, Marike Jager en Henk Jan Heuvelink mee op deze plaat. 
Eind 2005 werd de bezetting definitief uitgebreid met gitarist Ivo Maassen.
In 2006 wijdden de bandleden zich voornamelijk aan het schrijven van nieuw materiaal. Verder werd er naast een aantal optredens in eigen land ook over de landsgrenzen heen gekeken. Yukka stond in de zomer van 2006 samen met bands als Placebo en Fishbone op het United Islands festival in Praag.
In 2009 stopte de band, maar in 2017 kwam de band weer samen om in 2018 te komen met een nieuwe EP 'Studio Moscow' en single 'Woman has no Soul'.

## Bezetting
- Zang: Jasper Slaghuis;
- Gitaar: Arjan Brentjes;
- Gitaar: Ivo Maassen (2005-2009);
- Basgitaar: Martijn Slagt;
- Drums: Jeroen Slagt.

## Albums
- Insane, Baby (2000, mini-cd);
- Momentopname (2001, compilatie-cd uitgebracht naar aanleiding van de vuurwerkramp in Enschede);
- It Isn't Safe (2003, cd);
- Don't Be Sad (2003, cd-single);
- Dollypop (2004, compilatie-live-cd met opnamen van het Dollypop festival in 2003 te Hengelo);
- Still (2005, cd);
- Nederland Rockt (2008, compilatie-cd met Nederlandse rockbands);
- Studio Moscow (2018, ep);
- Woman Has No Soul (2018, single);